# José María Lacunza
José María de Lacunza Blengio (16 août 1809, Mexico à 1869, La Havane) était un homme d'État mexicain qui fut président de la Junte supérieure de gouvernement du Mexique, et président du Conseil des ministres pendant le gouvernement monarchique mexicain (Premier ministre de Maximilien Ier) ou Empire mexicain,.